# Маршалл (округ, Иллинойс)
Ма́ршалл (англ. Marshall County) — округ в США, штате Иллинойс. Официально образован в 1839 году. По состоянию на 2010 год, численность населения составляла 12 640 человек. Получил своё название в честь американского политического деятеля Джона Маршалла.

## География
По данным Бюро переписи США, общая площадь округа равняется 1 032 км², из которых 1 002 км² — суша, и 30 км², или 2,94 % — это водоёмы.

## Население
По данным переписи населения 2000 года в округе проживает 13 180 жителей в составе 5225 домашних хозяйств и 3720 семей. Плотность населения составляет 13,00 человек на км2. На территории округа насчитывается 5914 жилых строений, при плотности застройки около 6-ти строений на км2. Расовый состав населения: белые — 98,19 %, афроамериканцы — 0,35 %, коренные американцы (индейцы) — 0,22 %, азиаты — 0,25 %, гавайцы — 0,01 %, представители других рас — 0,25 %, представители двух или более рас — 0,74 %. Испаноязычные составляли 1,05 % населения независимо от расы.
В составе 29,60 % из общего числа домашних хозяйств проживают дети в возрасте до 18 лет, 60,80 % домохозяйств представляют собой супружеские пары, проживающие вместе, 6,70 % домохозяйств представляют собой одиноких женщин без супруга, 28,80 % домохозяйств не имеют отношения к семьям, 25,00 % домохозяйств состоят из одного человека, 12,60 % домохозяйств состоят из престарелых (65 лет и старше), проживающих в одиночестве. Средний размер домохозяйства составляет 2,47 человека, и средний размер семьи — 2,95 человека.
Возрастной состав округа: 23,50 % — моложе 18 лет, 7,20 % — от 18 до 24, 25,60 % — от 25 до 44, 24,90 % — от 45 до 64, и 24,90 % — от 65 и старше. Средний возраст жителя округа — 41 год. На каждые 100 женщин приходится 96,00 мужчин. На каждые 100 женщин старше 18 лет приходится 94,70 мужчин.
Средний доход на домохозяйство в округе составлял 41 576 $, на семью — 48 061 $. Среднестатистический заработок мужчины был 35 765 $ против 21 452 $ для женщины. Доход на душу населения составлял 19 065 $. Около 3,80 % семей и 5,60 % общего населения находились ниже черты бедности, в том числе — 6,90 % молодежи (тех, кому ещё не исполнилось 18 лет) и 5,40 % тех, кому было уже больше 65 лет.